# Вишеградско језеро
Вишеградско језеро је језеро које се протеже кроз општину Вишеград, општину Ново Горажде и општину Рудо, у Републици Српској, БиХ. Језеро се протеже 40 километара дужином Подриња.
Вишеградско језеро је вјештачко и акумулационо језеро настало изградњом бране ХЕ „Вишеград“ на ријеци Дрини. Изградњом бране, потопљено је ушће ријеке Лима. Површина језера износи око 1.070 хектара. Језеро се протеже од града Вишеграда до Новог Горажда, а у његовој близини се налази манастир Добрун.

## Туризам
Општина Вишеград, као обласни туристички центар, омогућава крстарење језером и ријеком Дрином у малим туристичким бродићима.